# Petr Štěpánek (1965)
Petr Štěpánek (* 3. září 1965 Kladno) je český politik, biolog a vysokoškolský pedagog, v letech 2018 až 2020 předseda Zelených, v letech 2006 až 2009 radní hlavního města Prahy pro oblast životního prostředí, energetiky a cyklodopravy, v letech 2006 až 2010 a opět v letech 2014 až 2018 zastupitel hlavního města Prahy, v letech 2014 až 2019 starosta městské části Praha 4. Jako předseda spolku Oživení je spoluautorem „etického kodexu zastupitele“.

## Studia, vědecká a pedagogická činnost
Vystudoval obor Molekulární biochemie na Přírodovědecké fakultě Univerzity Karlovy, vědeckou hodnost získal během pětiletého pobytu (asi) na newyorské State University a v Ústavu experimentální botaniky Akademie věd ČR. Podílel se na zmapování kvasinkového genomu. Vědeckou dráhu opustil v roce 1996.
V 90. letech 20. století učil na State University of New York a později také v pražské pobočce University of New York. Do roku 2006 přednášel na Univerzitě Karlově českou a slovenskou politiku.

## Občanské aktivity a zaměstnání
Petr Štěpánek byl na konci 80. let 20. století členem Ekologické společnosti, neformální skupiny ekologů okolo Ivana Dejmala. Od počátku 90. let téhož století se orientoval na otázky životního prostředí, cyklodopravy a na boj proti korupci.
Mezi roky 1991–1996 byl dobrovolníkem nadace Charter 77 Foundation (později Foundation for Civil Society) se sídlem v New Yorku.
V letech 1996–1997 byl ředitelem sdružení Greenways – Zelené stezky. V roce 2000 působil jako mluvčí kampaně Referendum 2000, což bylo sdružení nevládních organizací pod vedením Hnutí Duha, jehož cílem bylo vypsání referenda o (ne)uvedení Jaderné elektrárny Temelín do provozu.
V roce 1997 založil občanské sdružení Oživení, jehož byl předsedou až do listopadu 2005. Zde se věnoval zejména cyklostezkám, prevenci korupce a střetu zájmů ve veřejné správě. Podílel se na vzniku Greenway Praha–Vídeň, cyklostezky Praha–Drážďany v rámci Greenway Elbe-Labe a na přípravě cyklostezek na Sedlecku-Prčicku, Voticku a Sedlčansku.
V roce 1998 byl mluvčím ministerstva životního prostředí a ředitelem odboru pro styk s veřejností za ministrů Martina Bursíka a Miloše Kužvarta a v roce 1999 se na tomto ministerstvu podílel na vyjednávání o přístupu České republiky k Evropské unii (kapitola životní prostředí, tým vedený Bedřichem Moldanem). Zodpovídal za přistoupení ČR k Aarhuské úmluvě.
Mezi roky 1998–2002 byl mluvčí koalice občanských sdružení SOS Praha. Podílel se zejména na odhalování střetů zájmu na radnicích a v boji proti negativním změnám v územním plánu Prahy.

## Veřejné funkce
V roce 1990 byl kooptován za Občanské fórum do Národního výboru hl. m. Prahy, dále byl dvakrát zvolen do Zastupitelstva hl. m. Prahy a Zastupitelstva Prahy 4. V celopražském zastupitelstvu se věnoval zejména vyhlašování velkoplošných chráněných území (přírodních parků – viz Seznam chráněných území Prahy) na území Prahy, ekologizaci provozu spalovny odpadů v Malešicích a podporoval rozvoj cyklistické dopravní sítě. Podílel se na koncepci jednotného systému veřejné dopravy s jednotným jízdným (dnes známý jako ROPID) a úspěšně jej předložil zastupitelstvu ke schválení.
V komunálních volbách v roce 2002 jím vedená pražská organizace Strany pro otevřenou společnost kandidovala do ZHMP společně se Stranou zelených pod názvem Moderní město. Společná kandidátka prosazovala mimo jiné výstavbu pěší zóny v každém obvodu, vybudování 195 km nových cyklostezek a za prioritu považovala městskou hromadnou dopravu a pohodlí chodců a cyklistů. Kandidátka získala ve volbě do ZHMP 5,03 % hlasů a obsadila dvě zastupitelská křesla (Petr Moos, Petr Jirava).

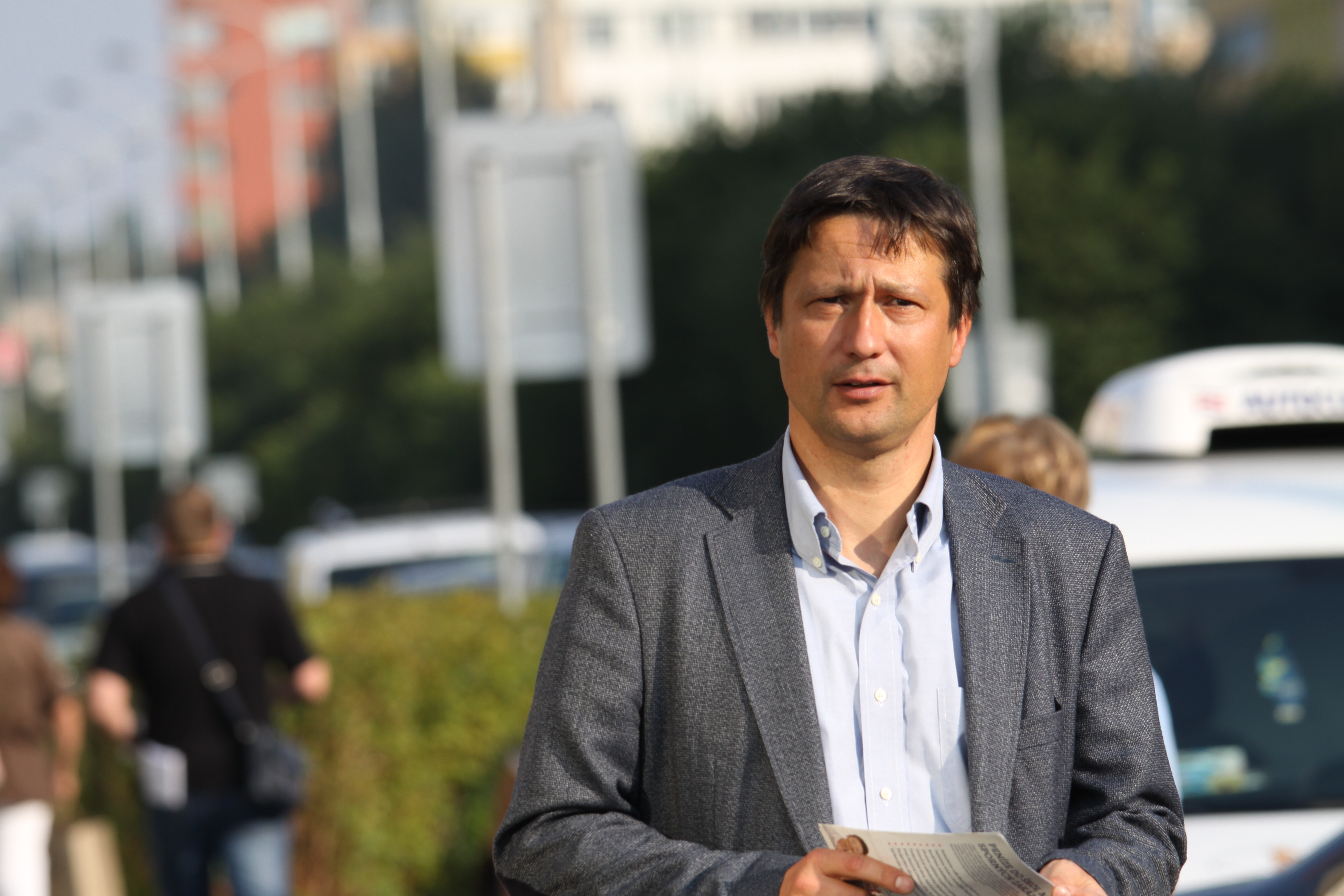
Petr Štěpánek v roce 2014 během předvolební kampaně v Praze

V roce 2006 kandidoval do Senátu v Praze 4, kdy získal necelých 11 % hlasů. Ve stejném roce vedl kandidátku SZ v Praze 4, kde ve svém volebním obvodu získal 15,38 % hlasů.
Od roku 2006 byl pražským radním zodpovědným za oblast životního prostředí, energetiku a cyklodopravu. V ZHMP pracoval mimo jiné v bytovém, zahraničním a zdravotním výboru a v komisích pro cyklodopravu, výsadbu zeleného lesního pásu okolo Prahy nebo pro výstavbu Ústřední čistírny odpadních vod v Troji. Během svého volebního období mj. prosadil nákup popelářských aut poháněných ekologičtějším zemním plynem, inicioval zahájení výsadby nových lesoparků, podílel se na nákupu pražských lesů od soukromých vlastníků do majetku města i na získání prestižního certifikátu FSC pro hospodaření v městských lesích. Z jeho iniciativy došlo ke změně projektu přestavby čistírny odpadních vod na Císařském ostrově a k experimentálnímu nasazení LED diod ve veřejném osvětlení v Praze 5. Zasadil se o radikální rozšíření sítě cyklotras v Praze. V roce 2007 byla realizována dostavba pražské spalovny, kde byl nainstalován filtr na nebezpečné dioxiny a oxidy dusíku a doplněna kogenerační jednotka k výrobě elektrické energie z odpadního tepla.
V červenci 2009 ohlásil svou kandidaturu na pozici lídra pražské kandidátky SZ pro předčasné parlamentní volby, které se však nakonec neuskutečnily. Na krajské konferenci SZ v Praze Štěpánek získal podporu více než 80 % delegátů a stal se jedničkou pražské kandidátky. Druhé místo obsadila náměstkyně ministryně školství, mládeže a tělovýchovy Klára Šimáčková Laurenčíková, ze třetího místa kandidoval zastupitel z Prahy 7 Ondřej Mirovský.
V prosinci 2009 rozhodl zastupitelský klub ODS na pražské radnici o tom, že ukončí koaliční spolupráci mezi jejich stranou, SNK-ED a Stranou zelených. Za tímto krokem stál pravděpodobně skandál okolo čipové karty OpenCard a kritika Petra Štěpánka a Markéty Reedové na adresu tohoto projektu.
V senátních volbách 2012 byl společným kandidátem SZ a KDU-ČSL za volební obvod Praha 4. Ziskem 22,75 % hlasů obsadil třetí místo a nedostal se do druhého kola.
V komunálních volbách v roce 2014 do Zastupitelstva Hlavního města Prahy vedl společnou kandidátku Strany zelených, KDU-ČSL a Starostů a nezávislých. Zároveň byl i kandidátem této koalice na post primátora Hlavního města Prahy. Kromě zisku mandátu zastupitele Hlavního města Prahy obhájil také za stejné uskupení post zastupitele Městské části Praha 4. V listopadu 2014 byl zvolen starostou městské části Praha 4.
Ve volbách do Poslanecké sněmovny PČR v roce 2017 byl lídrem Zelených ve Středočeském kraji, ale neuspěl. V komunálních volbách v roce 2018 znovu kandidoval do Zastupitelstva hlavního města Prahy za Zelené, ale mandát zastupitele se mu nepodařilo obhájit. Uspěl však s obhajobou mandátu zastupitele městské části Praha 4, kde jako člen Zelených vedl kandidátku subjektu „Praha 4 sobě - Zelení a nezávislí“. V polovině listopadu 2018 byl navíc opět zvolen starostou městské části Praha 4. Dne 24. dubna 2019 byl však spolu s většinou dalších radních odvolán zastupitelstvem na návrh opozičních klubů ODS, TOP 09 a hnutí ANO. Záminkou byla nespokojenost se zaváděním parkovacích zón. Na jeho místo starosty byla nově zvolena Irena Michalcová z ANO.
Ve volbách do Evropského parlamentu v květnu 2019 kandidoval jako člen Zelených na 5. místě kandidátky subjektu s názvem „Starostové (STAN) s regionálními partnery a TOP 09", ale nebyl zvolen.
Ve volbách do Evropského parlamentu v červnu 2024 kandidoval na 10. místě kandidátky Zelených. Strana však získala pouze 1,55 % hlasů, a zvolen tak nebyl.
Ve volbách do Senátu PČR v roce 2024 neúspěšně kandidoval jako člen Zelených v obvodu č. 20 – Praha 4. Se ziskem 14,66 % hlasů skončil na 3. místě.

## Stranické funkce
Petr Štěpánek byl v roce 1991 předsedou Občanského fóra v Praze 4. V 90. letech 20. století členem Strany pro otevřenou společnost, kde byl mezi roky 2001–2003 předsedou pražské organizace. V roce 2003 vstoupil do Strany zelených, v letech 2003–2004 předsedal pražské organizaci SZ. O rok později společně s Martinem Bursíkem usilovali o změnu vedení této mimoparlamentní strany s cílem přiblížit ji běžným voličům. V roce 2004 ho v souboji o funkci předsedy strany těsně (o 9 hlasů) porazil Jan Beránek. V letech 2004 až 2007 byl místopředsedou strany. V současnosti je předsedou krajské organizace SZ v Praze a předsedou klubu zastupitelů SZ v Praze 4.
Na sjezdu Strany zelených v Praze v lednu 2014 kandidoval na post předsedy strany proti Ondřeji Liškovi. Získal však pouze 66 ze 198 odevzdaných hlasů (tj. 33 %), a tedy neuspěl. Následně však byl zvolen řadovým členem Předsednictva Strany zelených. I na dalším sjezdu SZ v Brně v lednu 2015 kandidoval na předsedu strany, ale porazila jej Jana Drápalová v poměru hlasů 115 : 69. Následně byl zvolen 1. místopředsedou strany, když získal hlasy od 109 delegátů.
Na předsedu strany se znovu pokoušel kandidovat na sjezdu SZ v Praze v lednu 2016, ale porazil jej Matěj Stropnický. Následně se rozhodl neucházet o další funkce v předsednictvu strany a skončil tak i jako 1. místopředseda.
Nakonec byl zvolen předsedou Zelených dne 20. ledna 2018 na sjezdu v České Třebové. Vystřídal tak Matěje Stropnického, který rezignoval po neúspěchu strany ve volbách do Poslanecké sněmovny PČR v říjnu 2017. Funkci předsedy zastával do ledna 2020, kdy jej vystřídali první spolupředsedové Michal Berg a Magdalena Davis.

## Vysočanská cyklotrasa
Petr Štěpánek je spojován s výstavbou Cyklostezky Rokytka ve Vysočanech, kterou její kritici považují za předraženou. Cena za 3,5 kilometru asfaltové stezky se čtyřmi novými a třemi staršími mosty, jež byla otevřena v březnu roku 2010, se vyšplhala z plánovaných 86 na 140 milionů Kč včetně DPH. Strukturální fondy EU se na této investici podílely 94 miliony, město Praha 46 miliony. Štěpánek i předseda pražské cyklokomise Pavel Polák se hájili, že za navýšení ceny mohou terénní úpravy a zejména stavba ocelového mostu přes ulici Freyova. Neobjevila se významnější konkrétní obvinění, že by cena stezky neodpovídala její kvalitě, byla však vznášena otázka, zda si tak luxusní cyklostezky může město dovolit.
Stezka vede po trati bývalé železniční vlečky na pozemcích, jež původně patřily soukromému developerovi. Ty město směňovalo za pozemky vhodné pro bytovou výstavbu. Dle informací Radiožurnálu vzrostla za dva roky hodnota pozemků, jichž se město vzdalo ve prospěch developera, o 1,5 milionu korun. Výkup pozemků organizoval náměstek primátora Pavel Klega (ODS), který upozorňoval, že město nemělo jinou možnost než uskutečnit směnu s tímto developerem a přistoupit na jeho podmínky. Stavbu provedla Skanska, investorem byl Odbor městského investora MHMP, který vedl Jiří Toman a který rovněž spadal do kompetence občanského demokrata Pavla Klegy.
Kvůli nejasnostem s transakcemi ohledně výstavby cyklostezky hovořila ČSSD a v té době již členka Věcí veřejných Markéta Reedová o tunelování. Důkazy protiprávního jednání však nepředložili.
Expert na cyklodopravní stavby Vratislav Filler ze sdružení AutoMat prohlásil: Samotná finanční náročnost stezky se zdá být sice skandální, ale pouze na první pohled. Vzniklé stavbě v zásadě odpovídá. Spekulovat můžeme o tom, zda by v daném místě nemohlo vzniknout něco méně ambiciózního, a přitom téměř stejně funkčního.

## Fotogalerie

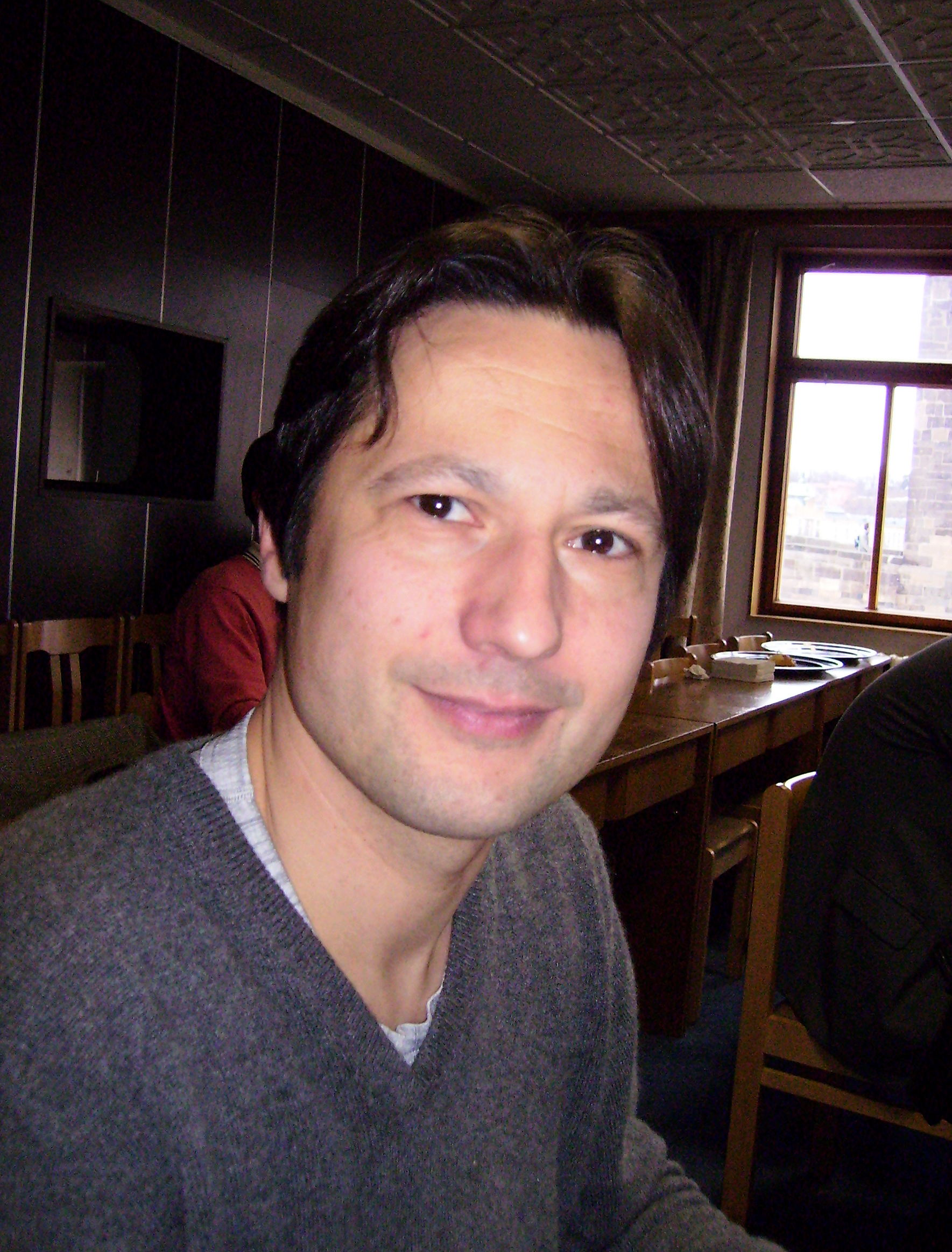
Petr Štěpánek na krajské konferenci SZ v Praze v roce 2008
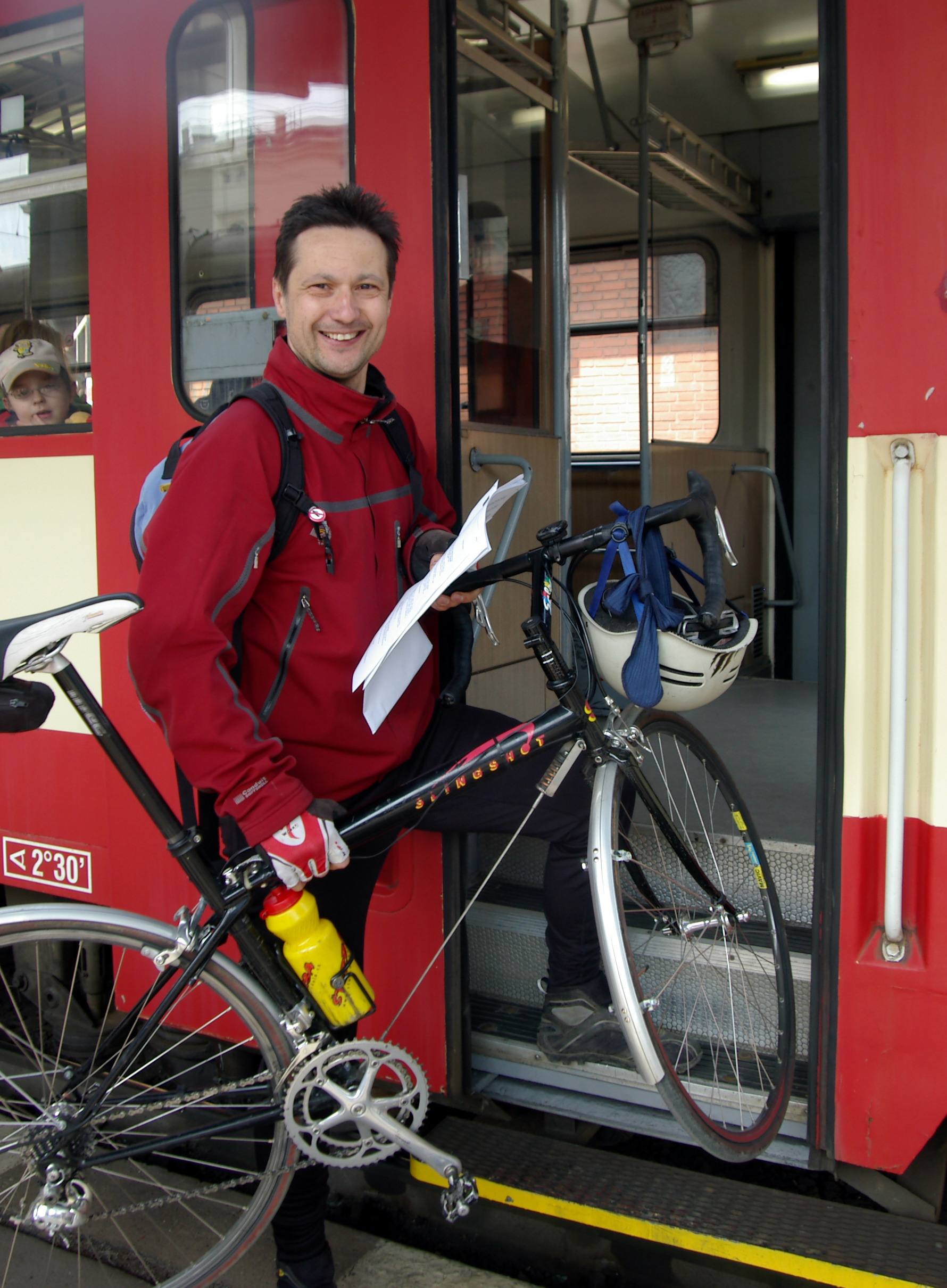
Petr Štěpánek nastupuje do cyklovlaku
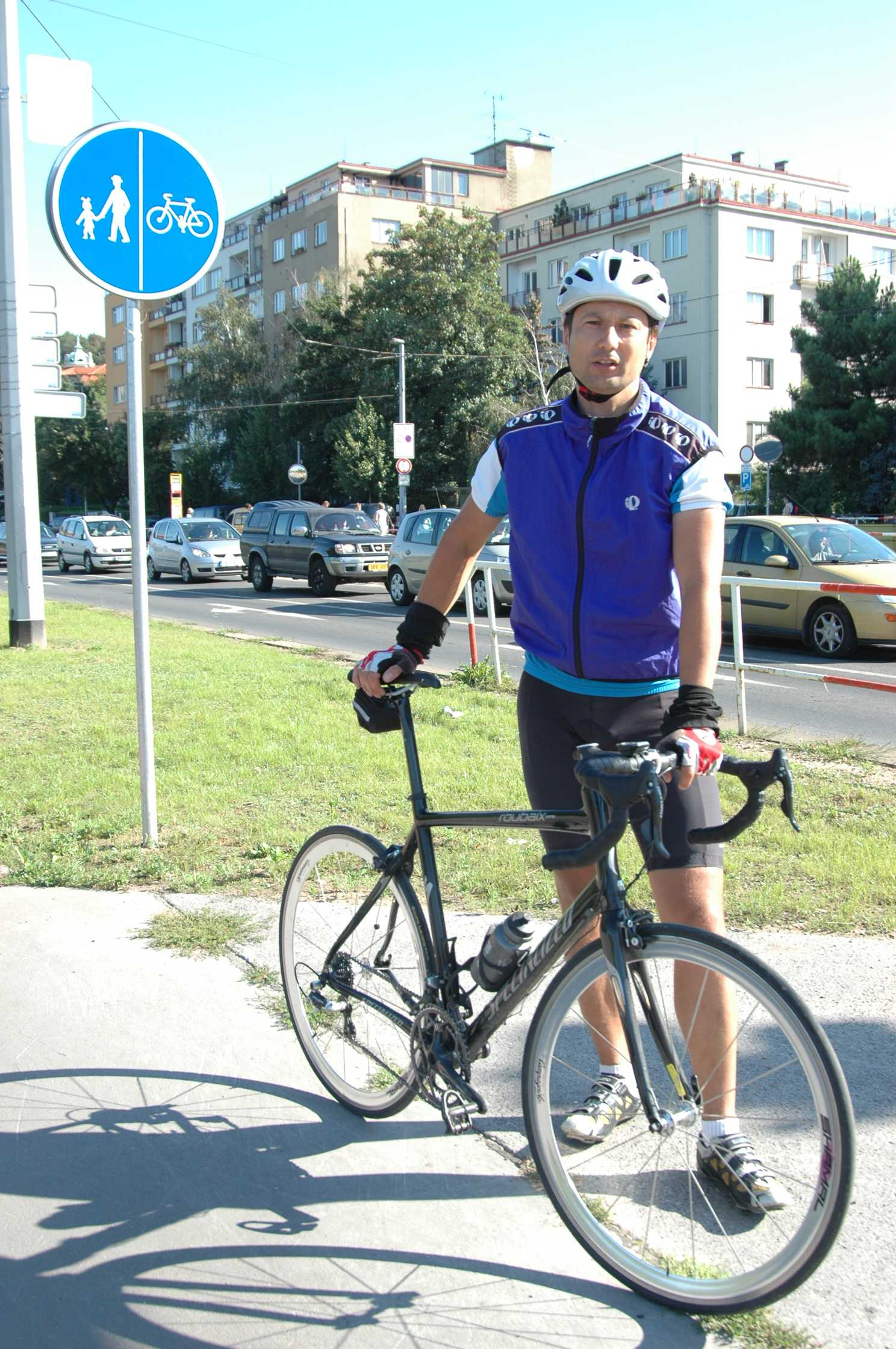
Petr Štěpánek při otevření cyklostezky v Podolí